# Lektor (Sverige)
Lektor (från latinets lector, "föreläsare") är en titel för lärare och liknande som internationellt används i starkt varierande betydelse. 
I Sverige är en lektor en lärare vid universitet, högskola eller gymnasieskola. För behörighet krävs doktors- eller licentiatexamen. Vid gymnasierna är lektorstjänsten etablerad sedan de inrättades på 1600-talet. Vid universiteten infördes ämbetet till följd av universitetsutredningen på 1950-60-talet, ledd av först Ragnar Edenman och därefter Torgny T:son Segerstedt. Man ville därigenom ersätta de tidsbegränsade docenturerna med fasta undervisningstjänster.

## Lektorer i gymnasieskolan
Lektorer har funnits vid de svenska gymnasierna sedan de etablerades på 1600-talet. Ursprungligen fanns lektorsbefattningar i teologi, filosofi, grekiska och hebreiska (linguarum orientalicæ lector) , latin (eloquentiæ lector), matematik samt historia. 
Antalet gymnasielektorer i Sverige har stadigt minskat under 1900-talets senare del i samma takt som elevantalet har ökat i gymnasieskolan och högskolan. År 1970, när gymnasieutbildning fortfarande sågs som en ynnest, fanns 1500, år 1990 var de 1350 och år 2000, då 80% av varje årskull utbildades inom gymnasieskolan fanns 525 lektorer. År 2003 fanns 400 gymnasielektorer kvar, varav omkring hälften var minst 60 år. Ju fler som utbildats inom gymnasieskolan, desto färre lektorer har också varit i tjänst inom gymnasieskolan.
Även om den officiella inställningen till lektorer ofta är positiv, har kommunerna i praktiken varit ovilliga att betala de något högre löner som krävs för att rekrytera personer med licentiat- eller doktorsexamen.
Rollen kan dock få en renässans i gymnasieskolan. Uppsala kommun beslutade 2007 att tillsätta 30 tjänster för gymnasielektorer och 2009 uttalade utbildningsminister Jan Björklund en vilja att öka antalet gymnasielektorer. I den nya skollagen från 2010 återinförs lektorstjänsterna för att öka lärarnas karriärmöjligheter. Det långsiktiga målet för Uppsalas gymnasieskolor är att alla skolor ska ha en disputerad lärare i samtliga centrala ämnen. Därtill ska en lektor ha ämnesansvar för samtliga lärare i det aktuella ämnet. När denna satsning är genomförd kommer antalet lektorer i Uppsala att uppgå till omkring 80 stycken. 

## Universitetslektorer
Universitetslektor är en titel för en tillsvidareanställd lärare vid högskola eller universitet som oftast har avlagt doktorsexamen. Universitetslektor kan man antingen bli genom att söka och anställas till en utlyst lektorstjänst, eller genom att som tillsvidareanställd universitetsadjunkt eller biträdande lektor ytterligare meritera sig och sedan söka och erhålla befordran. Formerna för tillsättning av lektorsanställningar regleras i lärosätets anställningsordning. Tillsättningar hanteras av den lokala nämnd inom fakulteten som handlägger anställningsärenden, och en extern granskning sker genom att två sakkunniga tillkallas. Dessa har till uppgift att bedöma de sökandes vetenskapliga och pedagogiska meritering samt att (i fallet med den utlysta lektorstjänsten) rangordna dem som sökt. I vissa fall kan en person utan doktorsexamen men med avsevärda kunskaper och erfarenheter, förvärvade i yrkeslivet eller genom annan utbildning och efter prövning bedömda som tillräckligt underlag, anställas som universitetslektor. Detta gäller till exempel universitetslektorer i konstnärliga ämnen.
Biträdande universitetslektor är en tidsbegränsad meriteringstjänst, avsedd för yngre forskande lärare med doktorsexamen. Tjänsten är främst inriktad mot egen forskningsverksamhet. När tjänsteperioden går mot sitt slut kan innehavaren ansöka om befordran till universitetslektor.
På engelska används, framför allt i USA, titeln Assistant Professor som översättning av universitetslektor (Associate professor om tillsvidareanställd universitetslektor eller docent) och vice versa, medan man i Storbritannien använder titeln Senior Lecturer.

## Svenska lektorer i utlandet
Svenska institutet finansierar ett antal lärartjänster i svenska vid utländska universitet. Dessa kallas utlandslektorer eller svensklektorer. En svensk lektors uppgift är att undervisa i språk men också fungera som en kulturambassadör för Sverige.

## Fiktion
En av de återkommande rollerna i Mosebacke Monarki var lektor Hektor Sektor.